# Собор Пресвятої Трійці (Вінніпег)
Катедральна церква Пресвятої Трійці у Вінніпезі (англ. Holy Trinity Ukrainian Orthodox Metropolitan Cathedral) — катедральний собор Української православної церкви Канади розташований у місті Вінніпег, Манітоба, Канада.
11 вересня 1949 — освячення ділянки під собор.
30 вересня 1951 — посвячення наріжного каменя, початок будівництва.
8 липня 1962 — урочисте відкриття і освячення предстоятелем Української православної церкви Канади, митрополитом Іларіоном (Огієнком).
У 1974 — встановлення іконостасу.
У 1988 — встановлення мозаїки із зображенням Святої Трійці на головному фасаді церкви з нагоди відзначення тисячоліття українського православ'я за благословенням митрополита Василія (Федака).
На відзнаменування 50-річчя проекту спорудження собору було встановлено вітражі та розписано вівтар.

## У мережі
- Holy Trinity Ukrainian Orthodox Metropolitan Cathedral [Архівовано 18 липня 2011 у Wayback Machine.], офсайт (англ.)
- Катедральна церква Пресвятої Трійці на Facebook (англ.)

| Церква (споруда) | Це незавершена стаття про церковну будівлю. Ви можете допомогти проєкту, виправивши або дописавши її. |